# The Young Pope
The Young Pope é uma série de televisão de drama da HBO criada e dirigida por Paolo Sorrentino, estrelado por Jude Law e Diane Keaton.
A estreia mundial de The Young Pope foi em 3 de setembro de 2016 no 73.º Festival de Cinema de Veneza, onde os dois primeiros episódios foram eliminados da competição. A série estreou na televisão em 21 de outubro de 2016 no Sky Itália. Em 20 de outubro de 2016, o produtor Lorenzo Mieli anunciou que uma segunda temporada da série estava em desenvolvimento. Foi anunciado em 16 de maio de 2017 que a segunda série será intitulada The New Pope.

## Enredo
Lenny Belardo é um jovem cardeal, gentil e não muito influente na Igreja. Abandonado no orfanato quando criança, Belardo é continuamente atormentada pelo abandono e desenvolveu um relacionamento muito turbulento com fé e Deus. Inesperadamente, ele é eleito papa aos 47 anos de idade por um cardeal que acha que encontrou um fantoche manipulável. No entanto, Belardo, com o nome de Pio XIII, será um evasivo e controvertido papa que não está inclinado a ser comandado.

## Elenco

### Regular
- Jude Law como papa Pio XIII (nascido Lenny Belardo), o recém-eleito papa e ex-arcebispo de Nova Iorque[1][5]
- Diane Keaton como Irmã Mary, um freira estadunidense, que cuidou de Belardo e Dussollier em um orfanato, ajudou Lenny ao longo de sua carreira e foi nomeada a secretária pessoal do Papa[1][5]
- Silvio Orlando como cardeal Angelo Voiello, camerlengo e cardeal secretário de estado[5]
- Javier Cámara como monsenhor (depois cardeal) Bernardo Gutierrez, mestre de cerimônia da Santa Sé[5]
- Scott Shepherd como cardeal Andrew Dussolier, um missionário, amigo de longa data de Lenny e colega do orfanato[5]
- Cécile de France como Sofia, encarregada do marketing da Santa Sé[5]
- Ludivine Sagnier como Esther, esposa de um membro da Guarda Suíça[5]
- Toni Bertorelli como cardeal Caltanissetta,[5] um mestre idoso e poderoso da política vaticana com motivos inescrutáveis.
- James Cromwell como cardeal Michael Spencer, ex-arcebispo de Nova York e mentor de Lenny[5]

### Recorrente
- Guy Boyd como Arcebispo Kurtwell, acusado de ter cometido abusos sexuais em várias crianças
- Andre Gregory como Elmore Coen, um escritor
- Rayna Tharani como Maribeth, namorada casada do cardeal Dussolier
- Tony Plana como Carlos García, um traficante hondurenho e marido de Maribeth
- Jan Hoag como Rose, o gerente do hotel em Nova Iorque
- Kevin Jackson como Pete Wcomohington, uma possível testemunha dos crimes de Kurtwell
- Carolina Carlsson como o primeiro-ministro da Groelândia
- Gianluca Guidi como padre Federico Amatucci, confidente do cardeal Voiello
- Ignazio Oliva como padre Valente
- Sebcomotian Roché como cardial Michel Marivaux,prefeito da Congregação para as Causas dos Santos[5]
- Franco Pinelli como Tonino Pettola, um charlatão que afirma que pode ver a Virgem Maria entre o seu rebanho de ovelhas
- Marcello Romolo como Don Tommcomoo, o confessor do papa e dos cardeais
- Daniel Vivian como Domen, o mordomo do papa

## Produção

Jardim do palácio Villa Lante em Bagnaia foi usado como um dos cenários para as gravações da série.

The Young Pope, a primeira série televisiva de Paolo Sorrentino, foi produzido por Fausto Brizzi, Lorenzo Mieli e Mario Gianani, juntamente com a empresa francesa Haut et Court TV e a empresa espanhola Mediapro. O projeto foi financiado pela Sky Itália, Canal + e HBO, que contribuiu com € 40 milhões, com parte do dinheiro proveniente do Fundo Europeu de Desenvolvimento Regional. A produção dos primeiros 10 episódios da primeira temporada levou três anos entre 2014 e 2016.
O roteiro foi escrito por Sorrentino, Stefano Rulli, Tony Grisoni e Umberto Contarello. O elenco, anunciado entre julho e agosto de 2015, inclui Jude Law como o protagonista principal,  papa Pio XIII; Diane Keaton como Irmã Mary; James Cromwell, Silvio Orlando, Scott Shepherd, Javier Cámara e Toni Bertorelli. Também inclui Cécile de France, Ludivine Sagnier, Tony Plana, Guy Boyd, Andre Gregory, Sebastian Roché, Marcello Romolo, Ignazio Oliva, Vladimir Bibic, Daniel Vivian e Nadie Kammalaweera. O personagem principal é quase sempre visto apenas a partir da cintura, para dar a impressão de que ele poderia estar crescendo. Sorrentino disse que herdou esta técnica de Spike Lee.
A filmagem da primeira temporada que durou sete meses, começou em agosto de 2015 e ocorreu principalmente nos estúdios de Cinecittà, onde o interior do Vaticano foi recriado. As gravações externas e as cenas no jardim foram realizados em vários palácios, principalmente na Villa Lante em Bagnaia, Villa Medici e no Jardim Botânico da Universidade de Roma "La Sapienza", enquanto algumas das cenas interiores também foram rodadas dentro do Palácio Venezia. Partes do último episódio foram filmadas na Praça de São Marcos, em Veneza.
Embora originalmente concebido como uma minissérie, o show foi renovado para uma segunda temporada.

## Recepção
The Young Pope recebeu críticas positivas no Reino Unido, Irlanda, e Itália. Desempenho de Jude Law foi elogiado pelo The Daily Telegraph, The New York Times e O Globo, enquanto a revista católica italiana Famiglia Cristiana se opôs a "personagens parecidos com a caricatura criados para atrair um público norte-americano".
No website estadunidense de crítica Metacritic, a série recebeu uma classificação de 69%, indicando "revisões geralmente favoráveis". O seriado recebeu uma classificação de 75% do Rotten Tomatoes.